# Stevns
Stevns is een gemeente in Denemarken. In 2007 werd de gemeente vergroot naar 247 km², Vallø werd bij de gemeente gevoegd. De gemeente telt 22.492 inwoners (2017).
In Stevns bevindt zich een, voor Denemarken, zeldzame krijtrotsformatie, Stevns Klint genaamd. Deze werd als natuurerfgoed in 2014 toegevoegd aan de werelderfgoedlijst van UNESCO. In dit krijtgesteente was in 1953 Stevnsfortet uitgegraven waar van 1953 tot 2000 een uiterst geheime commandopost van de Deense overheid gelegen was. Sinds 2008 is dit publiek te bezoeken als Koude Oorlogmuseum.

## Gemeente tot 2007
De oppervlakte bedroeg 166,36 km². De gemeente telde 11.439 inwoners waarvan 5774 mannen en 5665 vrouwen (cijfers 2005). Stevns telde in juni 2005 304 werklozen.

## Plaatsen in de gemeente
- Rødvig
- Hårlev
- Hellested
- Strøby
- Klippinge
- Magleby (Stevns)
- Strøby Egede
- Valløby
- Holtug
- Sigerslev
- Store Heddinge
- Lyderslev
- Stevns (gehucht, <200 inwoners)

Faxe · Greve · Guldborgsund · Holbæk · Kalundborg · Køge · Lejre · Lolland · Næstved · Odsherred · Ringsted · Roskilde · Slagelse · Solrød · Sorø · Stevns · Vordingborg